# Swingin' Ape Studios
Swingin' Ape Studios là một studio phát triển game do Steve Ranck, Mike Starich và Scott Goffman thành lập vào tháng 7 năm 2000 sau khi rời khỏi hãng Midway Home Entertainment. Họ vừa hoàn thành trò đua xe arcade trên nước với tựa đề Hydro Thunder.
Swingin' Ape Studios chuyên phát triển game đa nền. Năm 2003, công ty phát hành Metal Arms: Glitch in the System dành cho hệ máy console Nintendo GameCube, Xbox và PlayStation 2 và do hai hãng Vivendi Universal và Sierra Entertainment xuất bản. Đây là trò chơi duy nhất mà họ phát hành dưới cái tên Swingin' Ape. Công ty này được Blizzard Entertainment mua lại vào tháng 5 năm 2005, trong suốt quá trình phát triển StarCraft: Ghost đã bị trì hoãn vô thời hạn sau khi mua về.